# استاین وینگه
استاین وینگه (انگلیسی: Stein Winge؛ زادهٔ ۱۰ نوامبر ۱۹۴۰) هنرپیشه و کارگردان تئاتر اهل کشور نروژ است. این بازیگر نامزد جایزه امی بوده‌است.